# Mirko Rakuš
Mirko Rakuš (* 1955 in Velenje) ist ein ehemaliger jugoslawischer Radrennfahrer und nationaler Meister im Radsport.  

## Sportliche Laufbahn
Rakuš stammt aus dem slowenischen Teil des Landes. 1976 gewann Rakuš die nationale Meisterschaft im Straßenrennen vor Janez Zakotnik. 1977 konnte er diesen Titel verteidigen. Er siegte im Meisterschaftsrennen vor Bojan Ropret.
Dreimal war er am Start der Internationalen Friedensfahrt. 1976 wurde er 68. der Gesamtwertung., 1977 und 1982 schied er jeweils aus. Er startete für den Verein KK Gorenjska.